# Dedinszky Antal
Nemesdedinai Dedinszky Antal (Alsólaps, Szepes vármegye, 1796. - ?) nemesi származású magyar család szülötte, nemzetőr őrnagy, zászlóalj parancsnok.

## Életútja
Apja Dedinszky András, anyja Andreánszky Anna. A katonai pályát választotta élethivatásának, nemesi testőr és hivatásos katona. 1819-ben hadapródként kezdte katonai pályafutását. 1820. március 1-től 1825. február 28-ig Szepes vármegye ajánlatára testőrként szolgált. A gárdától alhadnagyi rangban szerelt le. 1828-ban főhadnagy, 1832-ben II. kapitány, 1836-ban I. kapitány. 1837. október 1-jén nyugállományba vonult, és utóbb még rangjáról is leköszönt.
1848 júniusában bekapcsolódott az 1848–49-es forradalom és szabadságharcba. 1848. június 26-tól gróf Batthyány Lajos miniszterelnök rendeletben nemzetőr őrnagynak és parancsnoknak nevezte ki Zombor és környékére, Bács megyébe. 1848. augusztusától a 4. bácsi nemzetőr-zászlóalj parancsnoka, részt vett a Pétervárad körüli harcokban, 1849. februárig határvonal parancsnok Palánkán. Az 1849. április 14-i Függetlenségi nyilatkozattal nem értett egyet, ezért 1849. április 30-án nyugalmaztatta magát.
A világosi fegyverletétel után 1850. március 14-én a császári hadbíróság ítélete alapján Aradon 5 év várfogságra ítélték, megfosztották rangjától és nyugdíjától, majd később a várfogság további letöltése alól kegyelmet kapott.